# Le Sang des elfes (Andrzej Sapkowski)
Le Sang des elfes (titre original : Krew elfów) est le premier roman de la série littéraire de fantasy Le Sorceleur, créée par l'écrivain Andrzej Sapkowski. Il est publié en Pologne en 1994 et en France en 2008.
Le livre a été traduit en français par Lydia Waleryszak et sa couverture a été illustrée dans son édition française par Etienne Le Roux.

## Résumé
La jeune princesse Ciri est l'unique survivante du royaume de Cintra. Alors qu'elle tente de fuir la capitale, elle croise le chemin de Geralt de Riv, qui la prend sous son aile et la conduit à Kaer Morhen, l'antre des sorceleurs.
Initiée aux arts magiques, Ciri y révèle sa véritable nature et l'ampleur de ses pouvoirs, qui attirent bien des convoitises : un mage mystérieux est prêt à affronter le sorceleur afin d'atteindre sa protégée...

## Histoire

### Chapitre 1
Jaskier finit de conter sa fameuse histoire d'un sorceleur, d'une magicienne et d'un enfant surprise à une centaine de voyageurs et commerçants au pied du chêne de Bleobheris. Cet endroit est connu comme étant le Lieu de l'amitié, un passage où toutes les races peuvent se croiser pacifiquement. Le public de Jaskier, composé de nains, d'elfes, de magiciens et d'humains, commence à débattre sur l'identité des protagonistes de l'histoire. Il s'agirait de Geralt de Riv, Yennefer de Vengerberg et Cirilla le lionceau de Cintra. Cependant, chacun apporte sa version en affirmant que l'un de ses personnages est mort ou que l'autre est encore en vie. Geralt et Ciri se seraient retrouvés, Ciri serait morte bien avant et de nombreuses façons possibles lors du massacre de Cintra, Yennefer aurait péri lors de la bataille du mont Sodden, etc. Ces différents actes de guerre ont opposé l'alliance des quatre royaumes du nord à l'Empire de Nilfgaard. Un prêtre en profite pour rappeler la prophétie d'Itline :
En vérité, je vous le dis, voici venir l'ère de l'épée et de la hache, l'ère de la terrible tourmente. Voici venir le Temps de Froid blanc et de la Lumière blanche, le Temps de la Folie et du Mépris, Tedd Deireádh, le Temps de la Fin. Le monde disparaîtra sous la glace et renaîtra avec le nouveau soleil. Il renaîtra par le Sang ancien, Hen Ichaer, la graine semée. La graine qui ne germera point, mais fera jaillir la flamme.
Ess'tuath esse ! Cela se passera ainsi ! Scrutez les signes ! Quels seront-ils ? Je m'en vais vous le dire... Tout d'abord, la terre sera noyée dans le sang Aen Seidhe, le sang des elfes...

- Aen Ithlinnespeath, La Prophétie d'Ithlinne
Plus tard, un homme mystérieux retrouve Jaskier dans un bordel. Il dit se prénommer Rience et demande davantage d'information au poète sur ce qui est arrivé aux héros de son histoire, plus précisément à la princesse Cirilla. Alors que Jaskier contourne les interrogations de Rience, l'homme devient menaçant. Le poète essaie de s'enfuir mais est rapidement rattrapé. Rience le torture en démontrant notamment qu'il sait user de la magie. Il souhaite savoir si Ciri a bel et bien survécu au massacre de Cintra, si elle a rencontré le sorceleur. Mais, en réalité, Jaskier n'en sait pas plus. Il est sauvé de justesse par Yennefer. Rience s'enfuit en se téléportant mais sera grièvement blessé par la magicienne. Les deux acolytes retrouvés, ils déterminent que Rience est un nilfgaardien et qu'il est aidé par un magicien très puissant. Yennefer demande à Jaskier de cesser de parler de Ciri et de retourner en Rédanie voir Dijkstra. Elle se demande si elle doit retrouver Geralt pour l'informer qu'on est à sa recherche ainsi que celle de Ciri.
Pendant ce temps, Geralt et Ciri sont bel et bien réunis. Ils sont en direction de Kaer Morhen, l'Antre des sorceleurs. Sur le chemin, la jeune fille revit chaque nuit son enlèvement à Cintra par un chevalier noir coiffé d'un heaume orné de plume. Ils arrivent enfin à l'ancien château fort où ils retrouvent Eskel, Lambert, Coën et Vesemir, d'autres sorceleurs.

### Chapitre 2
Plus d'un an après ces événements, Triss Merigold chevauche en Kaedwen et se rapproche de Kaer Morhen à la demande des sorceleurs. Dans la forêt, elle rencontre Ciri qui s'entraîne comme un sorceleur. Alors qu'elles se dirigent ensemble vers la forteresse, la jeune fille prophétise inconsciemment. Triss se rend compte du potentiel magique énorme de Ciri.
Arrivée à Kaer Morhen, Triss s'occupe de Ciri et sermonne les sorceleurs sur leur attitude vis-à-vis de la jeune fille. Elle leur apprend que son corps féminin lui impose quelques différence vis-à-vis des hommes. Ciri se présente sous un nouveau jour, bien apprêtée et annonce être indisposée à l'entraînement. Les sorceleurs acceptent ce changement d'organisation.
Triss leur donne trois conseils : Ciri doit manger moins d'aliments mutagènes qui pourraient perturber sa croissance et ses hormones ; elle doit se sociabiliser davantage et devra recevoir une éducation normale, ce que Geralt avait déjà prévu en voulant amener Ciri au printemps à l'école du temple de Melitele, sous la supervision de Nenneke ; enfin, Ciri devra apprendre à maîtriser ses pouvoirs magiques. Triss explique qu'il s'agit d'une Source, une médium très puissante.

### Chapitre 3
Pendant la nuit de Midinváern, le solstice d'hiver, les sorceleurs racontent à Triss les trois fois où Ciri a prophétisé. Alors que les deux premières étaient des accidents et que la jeune fille en transe psalmodiait des paroles incompréhensibles, la troisième fois était due à ces cauchemars de Cintra. Elle y prédit sa mort et celle de Geralt. Pour en être témoin, Triss donne à Ciri un élixir pour la mettre en transe puis entre dans son esprit par la magie. Elle se retrouve face à un être puissant qui lui annonce que le lionceau de Cintra est l'enfant de sang ancien, la flamme blanche par laquelle le monde prendra feu et se consumera. À son réveil, Triss explique à Geralt que ce à quoi la jeune fille est liée est beaucoup plus puissant et ils se mettent d'accord pour demander de l'aide à Yennefer lorsque Ciri sera au temple de Melitele.
Jusqu'au printemps, Ciri continue sa formation pour être sorceleur. Elle poursuit ses entraînements physiques et apprend à différencier les monstres et leurs propriétés. Triss veille sur elle nuit et jour et lui apprend la langue ancienne.
Lors d'une conversation animée autour des raisons de la guerre et de l'impartialité des sorceleurs, Ciri déclare que ses motivation sont de se venger. Cet apprentissage lui servira à tuer le chevalier noir coiffé d'un haume orné de plume. Après une dispute entre Geralt et Ciri, ils décident, avec Triss, de quitter Kaer Morhen pour rejoindre le nord de la Témérie.

### Chapitre 4
Pendant qu'ils traversent Kaedwen, Triss Merigold tombe gravement malade. Le passage que veulent emprunter les trois voyageurs est barrée car il y a de nombreuses attaques de Scoia'tael (Écureuils) dans les environs. Il s'agit d'elfes sauvages tuant les humains pour mettre un terme à leur règne. On indique à Geralt une caravane se dirigeant vers le sud à laquelle ils pourraient se greffer pour ne pas faire route seuls et trouver de l'aide pour la magicienne.
Arrivés à la caravane, ils retrouvent le nain Yarpen Zigrin, un ancien ami de Geralt, et toute sa bande. Il est à la tête d'un convoi mystérieux mené par le commissaire du roi Henselt d'Ard Carraigh, la majesté de Kaedwen. Voyageant plusieurs jours avec le convoi, Ciri apprend par Yarpen la haine et le racisme qui existent entre les races, en particulier entre humains et non-humains.
Plus tard, elle fait partie d'une petite équipe d'éclaireurs afin de vérifier si la route est praticable et s'il n'y a pas de trace de Scoia'tael. Alors que Geralt la sermonne pour qu'elle ne s'éloigne pas trop, elle se retrouve seule en tête du peloton. Elle y trouve le moment de réfléchir sur ses aspirations et se faire un avis sur l'impartialité des sorceleurs face à l'horreur de la guerre. Elle décide qu'elle veut protéger plus que tout et qu'elle ne veut pas voir les gens souffrir. Geralt la retrouve et, discrètement, l'emmène dans les vestiges d'un ancien temple elfique : Shaerrawedd. Il explique à la jeune fille qu'une elfe, Aelirenn, Elirena pour les humains, a mené les jeunes elfes à combattre les hommes il y a des siècles de cela, les menant à leur mort. Ciri a une vision de ses compagnons de route en train de mourir.
Ils s'empressent de retourner au convoi, attaqué par les Scoia'tael. Après la bataille, le convoi se révèle être une mise en scène afin de vérifier si Yarpen Zigrin est fidèle au roi de Kaedwen. Devant les corps de ses amis, le nain reste plein d'amertume.

### Chapitre 5
Geralt est sur un bateau qui traverse le delta qui sépare la Rédanie, au nord, de la Témérie, au sud. Il est employé à veiller à la sécurité des passagers car un monstre roderait dans ces eaux. Il lit des lettres sur le pont. La première est de Ciri, elle indique qu'elle se plait au temple et apprend beaucoup de choses sur l'histoire, la nature et les langues. Elle continue son entraînement de sorceleur en cachette car elle n'a pas le droit de porter une épée. La seconde lettre a été écrite par Yennefer ; elle accepte d'aider Ciri, non sans rancune vis à vis de Geralt et de leur relation. Il apprend d'un douanier rédanien que des gardes témériens posent des questions sur lui et sur une jeune fille qui serait en sa compagnie. Ces recherches sont orchestrées par Rience. C'est alors que le navire est attaqué à la fois par le monstre et des gardes témériens qui veulent emmener Geralt. Alors que le sorceleur veut se laisser arrêter pour atteindre Rience, tous les gardes meurent à cause des douaniers rédaniens qui se défendent et à cause du monstre.
Jaskier est à Oxenfurt, en Rédanie. Il est suivi par deux mouchards. Pour les fuir, il entre à l'université et interpelle une jeune amie prénommée Shani. Alors qu'ils se séparent, les mouchards rattrape le troubadour et le mènent à Dijkstra, le chef des services secrets du roi Vizimir de Rédanie. L'espion, accompagné de Filippa Eilhart, sorcière de la loge des magiciens et conseillère du roi Vizimir, interroge Jaskier sur la localisation de Geralt et de Ciri. Ils affirment vouloir les protéger de Rience.
Plus tard, Jaskier s'introduit dans une mansarde où il retrouve Geralt. Ce dernier est en pleine relation sexuelle avec Shani. Alors qu'il informe le sorceleur sur les recherches de Dijkstra et que Geralt doit quitter Oxenfurt au plus vite, Filippa Eilhart s'introduit également dans la mansarde, d'abord sous les traits d'une chouette. Elle indique à Geralt que la loge des magiciens souhaite trouver Ciri avant le roi Vizimir pour comprendre pourquoi Nilfgaard est autant intéressé par la jeune fille. En évoquant Rience, Shani intervient et affirme savoir où le trouver.

### Chapitre 6
Le roi Vizimir est à une assemblée à Hagge avec Demawend, seigneur d'Aedirn ; Foltest, seigneur de Témérie, du Pontar, de Mahakam, de Sodden et de Brugge ; Henselt, roi de Kaedwen ; et Meve, reine de Lyrie. Vizimir craint que Nilfgaard traverse la Iaruga et il s'inquiète de possibles insurrections venant des nains de Mahakam, des elfes libres de Dol Blathanna et des Dryades de Brokilone. Ces soulèvements des non-humains, prévenus par les attaques d'Écureuils, seraient de la faute de Nilfgaard qui chercherait à créer une guerre interne. Les différents souverains se concentrent sur la façon de marquer les esprits et affirmer leur pouvoir. La meilleure solution serait de reprendre Cintra des mains des nilfgaardiens avec l'appui de Ervyll, gardien des forteresses de Nastrog, Rozrog et Bodrog, de l'autre côté de la Iaruga par rapport à Cintra, ainsi que l'aide des pirates d'Ard Skellig pouvant attaquer par la mer. Cependant, le peuple ne les suivra peut-être pas dans cette entreprise et notamment parce que les magiciens ne les soutiendrons pas. Ces derniers sont sous les ordres de Vilgefortz de Roggeveen et il ne veut plus voir de guerre. Il leur faudrait une figure emblématique à mettre à la tête de Cintra pour que le peuple soit heureux. De ce fait, ils recherchent Cirilla de Cintra, petite fille de la reine Calanth, car elle sera respectée et légitime au trône. Mais Vizimir sait que Rience est à la recherche de Ciri et il souhaite savoir qui est le commanditaire. Ils comprennent ensemble que c'est Emhyr van Emreis, empereur de Nilfgaard, qui veut la trouver. Il pourrait ainsi se marier avec elle et asseoir sa légitimité au trône de Cintra. Les souverains semblent se mettre d'accord sur le fait que la mort de la jeune fille est finalement le plus souhaitable.
Emhyr van Emreis est au courant que cette assemblée a lieu. Il souhaite informer le conseil des magiciens afin de mettre en doute la confiance qui est censée régner entre ces deux instances. Il demande à Rience de cesser de jouer avec Geralt et de l'assassiner une bonne foi pour toute. Il s'entretient finalement avec le chevalier noir au haume orné de plume.
Vilgefortz a appris que les rois s'étaient entretenus entre eux sans les magiciens. Informé par Artaud Terranova et Tissaia de Vries, il décide avec eux de faire une assemblée des magiciens afin de voir comment calmer les monarques et cesser la persécution et les exécutions des non-humains. Il reçoit une lettre très importante au même moment qui semble affirmer que Geralt est mort.

Geralt, Jaskier, Shani et Filippa se dirigent vers la maison d'un guérisseur. Shani lui revend des remèdes qu'elle trouve à l'université de médecine et l'a surpris une fois en compagnie de Rience. Filippa sonde l'esprit du guérisseur et trouve ainsi l'existence d'une amulette qui permet de contacter Rience. Ils peuvent ainsi l'appeler et Geralt le retrouve dans une ruelle en pleine nuit. Accompagné de tueurs à gage, Rience savait qu'il s'agissait d'un piège. Geralt tue les hommes de Rience et, alors que ce dernier essai à nouveau de s'échapper par un portail que d'autre sorciers ont invoqués, rattrape son ennemi. Puisque Rience affirme savoir où sont Ciri et Yennefer, le sorceleur souhaite le tuer. Mais Filippa Eilhart l'en empêche et le laisse s'enfuir, affirmant qu'elle défend une cause bien plus importante et qu'il ne fallait pas tuer cet homme. Cependant, elle a réussi à extirper des informations à l'un des tueurs à gage juste avant qu'il meurt et les garde pour elle.

### Chapitre 7
Yennefer est allée au temple de Melitele afin de vérifier les aptitudes magiques de Ciri et de lui faire passer des tests. Alors que la relation est d'abord très conflictuelle entre les deux jeunes femmes, la magicienne ne peut nier que Ciri a un réel don pour la magie.
Elle lui apprend d'abord à ne plus faire de cauchemars puis lui apprend que la magie est le chaos, l'art et la science ; une malédiction, une bénédiction et le progrès. Elle évoque la conjonction des sphères. Ciri apprend d'abord des gestes élémentaires de la main puis les sortilèges et leurs formules. Elle se perfectionne en langue ancienne et fait de rapides progrès. Elle apprend également à trouver la force dans les éléments, en particulier dans l'eau puisqu'elle n'est pas encore prête à puiser la force dans la terre et dans l'air, encore moins dans le feu qui est un élément plus dangereux que les précédents. Tout au long de cet apprentissage revient souvent l'image d'une porte fermée, Ciri est convaincue qu'elle doit rester close mais Yennefer la pousserait vers cette porte.
Pendant cet apprentissage, les deux jeunes femmes se promettent d'être sincères l'une envers l'autre. C'est ainsi qu'elles se rapprochent beaucoup au fur et à mesure de leurs conversations. C'est l'âge pour Ciri de se poser des questions sur sa virginité et Yennefer la conseille et la rassure sur la sexualité. La magicienne pose des questions à la jeune fille sur son passé et son histoire, ses souvenirs de Cintra ou de ses parents. C'est un gros effort pour Ciri qui s'était juré de ne pas repenser à ces souvenirs douloureux. Elle se souvient néanmoins que ses parents ont disparu en mer dans les îles Skellige et que la reine Calanthe a promis à Crach an Craite, chef des îles, qu'il paierait à Ciri pour leur mort. Elles échangent également sur Geralt, l'homme qui les relie, et c'est ainsi qu'elles deviennent vraiment intimes toutes les deux.
Ciri apprend d'une amie qu'il y aurait la guerre dans le pays. En demandant à l'élève de Nenneke, il lui apprend que l'Empire de Nilfgaard vient de loin vers le sud et qu'il s'est emparé de toutes les terres qu'il a traversées jusqu'à se faire arrêter à la Iaruga par les royaumes du nord. Des incidents à Dol Angra seraient à l'origine de cette possible guerre. Yennefer et Ciri quittent le temple.

## Éditions françaises
- Le Sang des elfes, Bragelonne, 14 novembre 2008, trad. Lydia Waleryszak, illustré par Étienne Le Roux, 352 p.  (ISBN 978-2-352-94194-1)
- Le Sang des elfes, Milady, 26 août 2011, 480 p.  (ISBN 9782811205706)